# 源雅親
源 雅親（みなもと の まさちか）は、平安時代末期から鎌倉時代前期にかけての公卿。村上源氏久我流、権大納言・源通資の子。官位は正二位・大納言、淳和奨学両院別当。唐橋と号す。

## 経歴
以下、『公卿補任』と『尊卑分脈』の内容に従って記述する。
- 寿永元年（1182年）12月30日、叙爵[1]。
- 元暦元年（1184年）12月9日、従五位上に昇叙[2]。
- 文治5年（1189年）4月13日、侍従に任ぜられる。
- 建久2年（1191年）1月5日、正五位下に昇叙[3]。
- 建久4年（1193年）1月29日、讃岐権介を兼ねる。
- 建久6年（1195年）2月2日、左少将に任ぜられる。
- 建久7年（1196年）1月6日、従四位下に昇叙[3]。
- 建久8年（1197年）1月30日、備前権介を兼ねる。
- 建久9年（1198年）2月26日、従四位上に昇叙[4]。同年4月18日、禁色を許される[5]。
- 正治元年（1199年）1月29日、播磨介を兼ねる。同年12月に長仁親王（後の道助入道親王）の親王宣下が行われた際、職事に任ぜられている[6]。
- 正治2年（1200年）4月15日、春宮の許に昇殿を許される。
- 建仁元年（1201年）1月29日、引き続き播磨介を兼ねる。同年10月26日、左中将に転任。
- 建仁2年（1202年）8月26日、蔵人頭に補される。同年閏10月20日、参議に任ぜられる。同月24日、左中将は元の如し。
- 建仁3年（1203年）1月13日、美作権守を兼ねる。同年10月24日、従三位に叙される。
- 元久2年（1205年）1月19日、正三位に昇叙[7]。同年7月8日に父・通資が薨去したため喪に服し、8月16日に復任した。
- 承元元年（1207年）1月13日、土佐権守を兼ねる。同年12月9日、権中納言に昇進。
- 承元2年（1208年）11月10日、母の喪に服し12月28日には復任した。
- 建暦元年（1211年）4月1日、従二位に昇叙。
- 建保2年（1214年）2月11日、左兵衛督を兼ね検非違使別当に補される。同年3月21日、正二位に昇叙（前年の三条殿への行幸時の賞。七条院御給。）。12月1日、右衛門督に転任。
- 建保3年（1215年）12月10日、中納言に転正。
- 建保4年（1216年）3月28日、右衛門督を止められる。
- 承久2年（1220年）1月22日、権大納言に任ぜられる。
- 寛喜3年（1231年）4月26日、大納言に転正。
- 嘉禎元年（1235年）11月、大嘗会検校を勤める。同月15日には軽服。
- 嘉禎2年（1236年）6月10日、淳和院別当となる。
- 嘉禎3年（1237年）、奨学院別当となる。
- 暦仁元年（1238年）3月7日、大納言を辞した。同月17日、本座を許される。
- 仁治元年（1240年）10月20日、大納言に還任[8]。
- 建長元年12月5日（1250年1月9日）、腫物の病により薨去。享年70。

村上天皇より受け継がれてきた東久世荘を父・通資より譲り受ける。後に雅親は外孫である土御門定実にこれを譲っている。

## 系譜
- 父：源通資
- 母：藤原長輔の娘
- 妻：坊門信清の娘
  - 男子：源通信
- 生母不明の子女
  - 男子：源通頼
  - 男子：親雅
  - 男子：親快（1215-1276）
  - 男子：雲雅
  - 男子：道教（1200-1236）[10]
  - 女子：土御門顕定室